# Atalay Demirci
Atalay Demirci (geboren op 8 juli 1976 in Nallıhan) is een Turkse televisiepresentator, radiopresentator, schrijver, dichter, acteur en komiek.

## Carrière
Hij stond voor het eerst op het podium in 1999. Sinds 2008 is hij actief opgetreden binnen het Ankara Sanat Evi (Ankara Huis van Kunst). In 2008 presenteerde hij het televisieprogramma 'Akıl Küpleri', dat werd uitgezonden op Ses TV. In 2011 speelde hij de rol van 'Tetikçi Bedo' in de film Hop Dedik: Deli Dumrul. In 2013 won hij de talentenjacht Yetenek Sizsiniz Türkiye. In hetzelfde jaar begon hij met zijn show genaamd Kel Alaka. In 2014 werd deze show uitgezonden op Tv8. In datzelfde jaar presenteerde hij het tv-programma 100 Kişiye Sorduk, een quizformat uitgezonden op Tv8. In 2015 nam hij deel aan de speciale nieuwjaarsaflevering van het programma O Ses Türkiye. Ook in 2015 speelde hij de hoofdrol als het personage "Yüksel Güvercin" in de film Güvercin Uçuverdi. Hij heeft meer dan 3000 optredens gegeven in 34 verschillende landen.